# Zelzate
Zelzate è un comune belga situato nella regione fiamminga.
Zelzate è una tipica cittadina fiamminga del nord-est del Belgio (Provincia delle Fiandre Orientali. Si trova in prossimità del confine dei Paesi Bassi. La lingua parlata è quasi solamente il fiammingo. Ben conosciuto l'inglese spesso molto meglio del francese.
Le caratteristiche della zona sono il mix di agricoltura e industria pesante. Zelzate rappresenta l'ultimo lembo della zona industriale a nord-est di Gand che si sviluppa lungo il canale che partendo da Gand si dirige nei Paesi Bassi. Zelzate è l'ultima città belga lungo il canale prima dei Paesi Bassi.
A fronte di diverse vedute in cui si scagliano in lontananza molte fabbriche fumanti o flare brucianti, se ci si inoltra nelle zone poco fuori centro, ad esempio in direzione della vicina Assenede, è possibile riscontrare un numero cospicuo di aziende agricole e aziende di allevamento di vacche oppure diversi allevamenti di cavalli.
Per quanto riguarda la città in se stessa si può notare come essa rappresenti il centro degli scambi commerciali (il mercato settimanale è lunedì), delle scuole e dei divertimenti della zona. 
Proprio essere centro del mercato settimanale la mette al centro di altri paesi circostanti quali Assenede, Wacktebeke (ma da tutti conosciuta come Watcebebe), bella cittadina in cui spicca il centro sportivo di Pointbroeke.
Diversi ragazzi dai paesini vicini confluiscono a Zelzate durante il venerdì e il sabato. 
Clima tipicamente Atlantico, con frequenti giornate di pioggia, molte giornate ventose ma temperature mai rigide.

## Amministrazione

### Gemellaggi
- Sierre
- Delfzijl
- Kapuvár
- Cesenatico
- Aubenas
- Schwarzenbek